# Jean Rossius
Jean Rossius (Cerexhe-Heuseux, Soumagne, 27 de desembre de 1890 - Lieja, 2 de maig de 1966) va ser un ciclista belga que va córrer entre 1913 i 1930. En el seu palmarès destaquen 5 etapes del Tour de França i el campionat nacional en ruta de 1919.

## Palmarès
- 1914
  - Vencedor de 2 etapes al Tour de França
- 1919
  -  Campió de Bèlgica en ruta
  - 1r a la Lieja-Malmedy-Lieja
  - Vencedor d'una etapa al Tour de França
- 1920
  - 1r a la Retinne-Spa-Retinne
  - Vencedor de 2 etapes al Tour de França
- 1922
  - 1r a la París-St.Etienne
- 1923
  - 1r al Gran Premi Sporting

### Resultats al Tour de França
- 1913. Abandona (7a etapa)
- 1914. 4t de la classificació general, vencedor de 2 etapes i porta el mallot groc durant 4 etapes
- 1919. Abandona (3a etapa), vencedor d'una etapa i mallot groc durant 1 etapa
- 1920. 7è de la classificació general i vencedor de 2 etapes
- 1921. Abandona (2a etapa)
- 1922. 9è de la classificació general
- 1923. Abandona (3a etapa)